# Сычево (Варгашинский район)
Сычëво — село в Варгашинском районе Курганской области. Входит в состав Варгашинского поссовета.

## История
До 1917 года центр Сычëвской волости Курганского уезда Тобольской губернии. По данным на 1926 год состояло из 160 хозяйств. В административном отношении являлась центром Сычëвского сельсовета Варгашинского района Курганского округа Уральской области.

## Население
| 1912 | 1926 | 1989 | 2002 | 2010 |
| ---- | ---- | ---- | ---- | ---- |
| 501  | ↗734 | ↘110 | ↗279 | ↘247 |

По данным переписи 1926 года в селе проживало 734 человека (339 мужчин и 395 женщин), в том числе: русские составляли 100 % населения.